# Anabarilius qiluensis
Anabarilius qiluensis es una especie de peces de la familia de los
Cyprinidae en el orden de los Cypriniformes.. 

## Reproducción
Es ovíparo.

## Hábitat
Es un pez de agua dulce.

## Distribución geográfica
Se encuentra al suroeste de la China.